# Internazionali di Tennis di San Marino 1997
Gli Internazionali di Tennis di San Marino 1997 sono stati un torneo di tennis giocato sulla terra rossa. È stata la 10ª edizione degli Internazionali di Tennis di San Marino, che fanno parte della categoria World Series nell'ambito dell'ATP Tour 1997. Si sono giocati a San Marino nella Repubblica di San Marino, dal 4 al 10 agosto 1997.

## Campioni

### Singolare
Félix Mantilla ha battuto in finale  Magnus Gustafsson con il punteggio di 6–4, 6–1.

### Doppio
Cristian Brandi /  Filippo Messori hanno battuto in finale   Brandon Coupe /  David Roditi con il punteggio di 7–5, 6–4.